# Chartreuse de la Verne
Chartreuse de la Verne – klasztor  zakonu kartuzów położony w masywie Maurów w departamencie Var.

## Historia
Klasztor został założony w 1170 roku na odoosobnionym, zalesionym wzgórzu. Wielokrotnie przebudowywany do czasu opuszczenia klasztory przez mnichów podczas rewolucji francuskiej. 